# Mantophryne louisiadensis
Espèce
Synonymes
- Asterophrys louisiadensis Parker, 1934

Statut de conservation UICN

 DD  : Données insuffisantes
Mantophryne louisiadensis est une espèce d'amphibiens de la famille des Microhylidae.

## Répartition
Cette espèce est endémique de l'archipel des Louisiades dans la province de Baie Milne en Papouasie-Nouvelle-Guinée. Elle se rencontre sur l'île Rossel et l'île Vanatinai.

## Étymologie
Son nom d'espèce, composé de louisiad[es] et du suffixe latin -ensis, « qui vit dans, qui habite », lui a été donné en référence au lieu de sa découverte situé dans l'archipel des Louisiades.

## Publication originale
- Parker, 1934 : A Monograph of the Frogs of the Family Microhylidae, p. 1-208.